# Saint-Faust
Pour les articles homonymes, voir Faust (homonymie).
Saint-Faust (en béarnais Sent-Haust ou Sén-Haust) est une commune française située dans le département des Pyrénées-Atlantiques, en région Nouvelle-Aquitaine.
Le gentilé est Saint-Faustin.

## Géographie

### Localisation
La commune de Saint-Faust se trouve dans le département des Pyrénées-Atlantiques, en région Nouvelle-Aquitaine.
Elle se situe à 14 km par la route de Pau, préfecture du département, et à 11 km de Billère, bureau centralisateur du canton de Billère et Coteaux de Jurançon dont dépend la commune depuis 2015 pour les élections départementales.
La commune fait en outre partie du bassin de vie de Pau.
Les communes les plus proches sont : 
Aubertin (2,6 km), Laroin (4,0 km), Lacommande (4,7 km), Jurançon (5,6 km), Artiguelouve (5,7 km), Lasseube (5,7 km), Billère (5,8 km), Lons (6,1 km).
Sur le plan historique et culturel, Saint-Faust fait partie de la province du Béarn, qui fut également un État et qui présente une unité historique et culturelle à laquelle s’oppose une diversité frappante de paysages au relief tourmenté.

### Communes limitrophes
Les communes limitrophes sont  Artiguelouve, Aubertin, Gan, Jurançon, Laroin et Lasseube.
|          | Artiguelouve | Laroin   |
| Aubertin | Saint-Faust  | Jurançon |
|          | Lasseube     | Gan      |

### Hydrographie

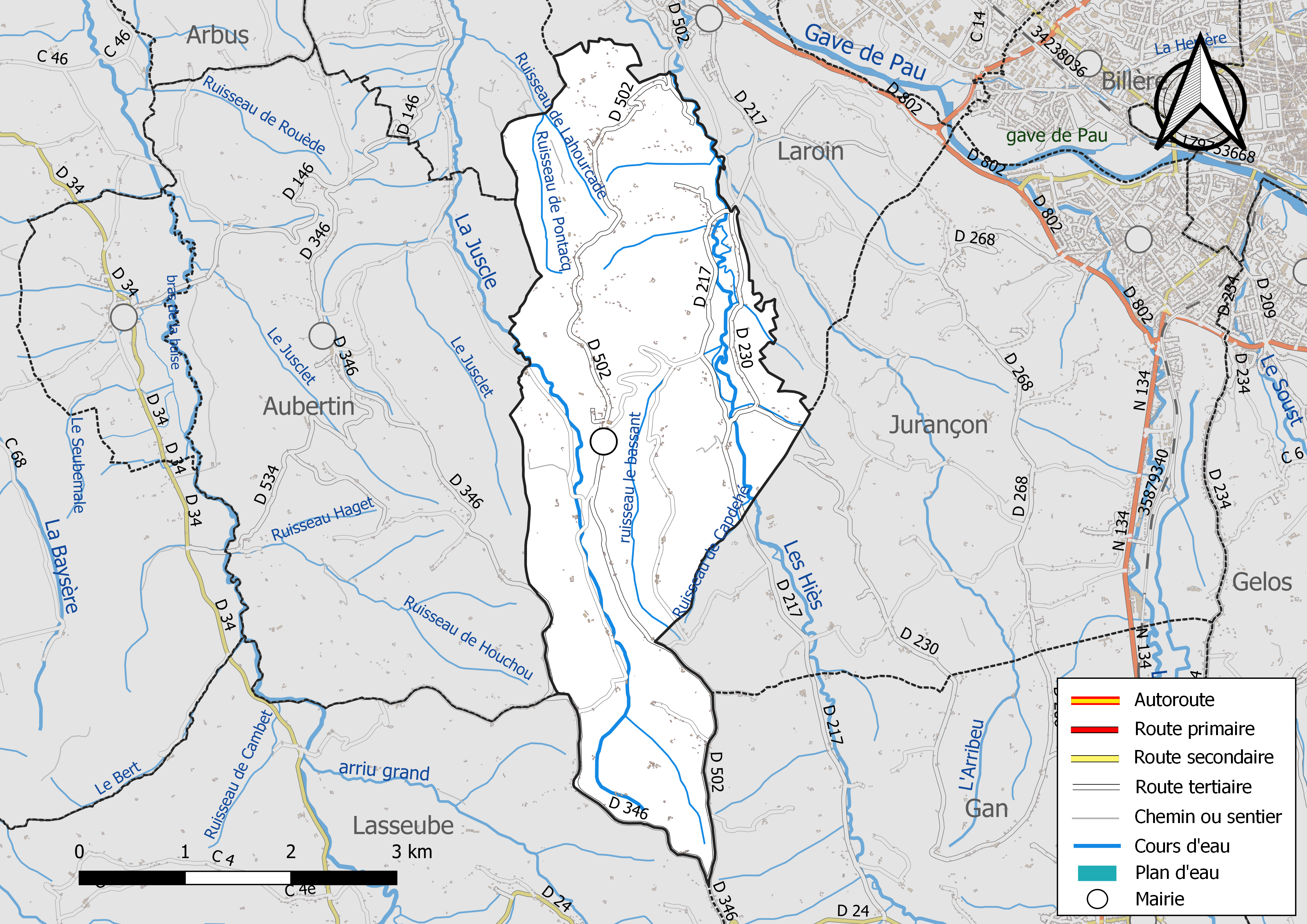
Réseaux hydrographique et routier de Saint-Faust.

La commune est drainée par la Juscle, le Las Hies, L'Arribeu, un bras des Hiès, le ruisseau de Capdehé, le ruisseau de Lahourcade, le ruisseau de Pontac, le ruisseau de Pontacq, le ruisseau le Bassant, et par divers petits cours d'eau, constituant un réseau hydrographique de 23 km de longueur totale,.
La Juscle, d'une longueur totale de 22,3 km, prend sa source dans la commune et s'écoule du sud-est vers le nord-ouest. Elle traverse la commune et se jette dans le gave de Pau à Bésingrand, après avoir traversé 7 communes.
Le Las Hies, d'une longueur totale de 21,7 km, prend sa source dans la commune de Gan et s'écoule du sud vers le nord. Il traverse la commune et se jette dans le gave de Pau à Laroin, après avoir traversé 4 communes.

### Climat
Pour des articles plus généraux, voir Climat de la Nouvelle-Aquitaine et Climat des Pyrénées-Atlantiques.
Historiquement, la commune est exposée à un climat de montagne.  
En 2020, Météo-France publie une typologie des climats de la France métropolitaine dans laquelle la commune est toujours exposée à un climat de montagne et est dans la région climatique Pyrénées atlantiques, caractérisée par une pluviométrie élevée (>1 200 mm/an) en toutes saisons, des hivers très doux (7,5 °C en plaine) et des vents faibles.
Pour la période 1971-2000, la température annuelle moyenne est de 13 °C, avec une amplitude thermique annuelle de 14,3 °C. Le cumul annuel moyen de précipitations est de 1 306 mm, avec 11,6 jours de précipitations en janvier et 8,9 jours en juillet. Pour la période 1991-2020, la température moyenne annuelle observée sur la station météorologique la plus proche, située sur la commune de Monein à 12 km à vol d'oiseau, est de 14,2 °C et le cumul annuel moyen de précipitations est de 1 228,6 mm,. Pour l'avenir, les paramètres climatiques de la commune estimés pour 2050 selon différents scénarios d’émission de gaz à effet de serre sont consultables sur un site dédié publié par Météo-France en novembre 2022.

### Milieux naturels et biodiversité

#### Réseau Natura 2000
Le réseau Natura 2000 est un réseau écologique européen de sites naturels d'intérêt écologique élaboré à partir des Directives « Habitats » et « Oiseaux », constitué de zones spéciales de conservation (ZSC) et de zones de protection spéciale (ZPS).
Un site Natura 2000 a été défini sur la commune au titre de la « directive Habitats » : le « gave de Pau », d'une superficie de 8 194 ha, un vaste réseau hydrographique avec un système de saligues encore vivace,.

#### Zones naturelles d'intérêt écologique, faunistique et floristique
L’inventaire des zones naturelles d'intérêt écologique, faunistique et floristique (ZNIEFF) a pour objectif de réaliser une couverture des zones les plus intéressantes sur le plan écologique, essentiellement dans la perspective d’améliorer la connaissance du patrimoine naturel national et de fournir aux différents décideurs un outil d’aide à la prise en compte de l’environnement dans l’aménagement du territoire.
Une ZNIEFF de type 2 est recensée sur la commune, : 
les « coteaux et vallées "bocagères" du Jurançonnais » (20 986,16 ha), couvrant 23 communes du département.

## Urbanisme

### Typologie
Au 1er janvier 2024, Saint-Faust est catégorisée commune rurale à habitat dispersé, selon la nouvelle grille communale de densité à sept niveaux définie par l'Insee en 2022.
Elle appartient à l'unité urbaine de Pau, une agglomération intra-départementale regroupant 55  communes, dont elle est une commune de la banlieue,,. Par ailleurs la commune fait partie de l'aire d'attraction de Pau, dont elle est une commune de la couronne,. Cette aire, qui regroupe 227 communes, est catégorisée dans les aires de 200 000 à moins de 700 000 habitants,.

### Occupation des sols

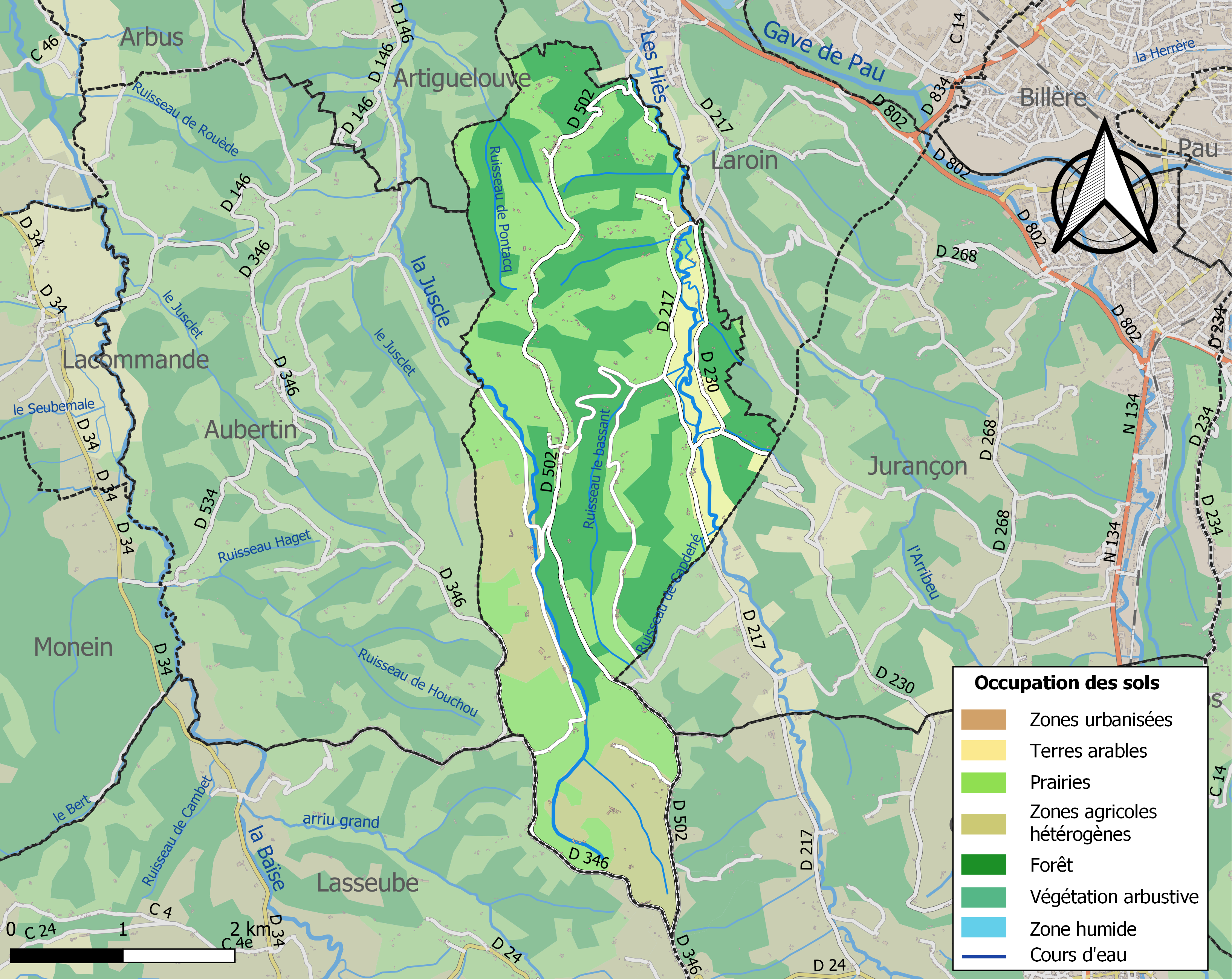
Carte des infrastructures et de l'occupation des sols de la commune en 2018 (CLC).

L'occupation des sols de la commune, telle qu'elle ressort de la base de données européenne d’occupation biophysique des sols Corine Land Cover (CLC), est marquée par l'importance des territoires agricoles (63,6 % en 2018), une proportion identique à celle de 1990 (63,6 %). La répartition détaillée en 2018 est la suivante : 
prairies (44 %), forêts (36,4 %), zones agricoles hétérogènes (14,1 %), terres arables (5,4 %), cultures permanentes (0,1 %). L'évolution de l’occupation des sols de la commune et de ses infrastructures peut être observée sur les différentes représentations cartographiques du territoire : la carte de Cassini (XVIIIe siècle), la carte d'état-major (1820-1866) et les cartes ou photos aériennes de l'IGN pour la période actuelle (1950 à aujourd'hui).

### Lieux-dits et hameaux
- Berot
- Debat
- Dehaut
- Lajuscle
- Milieu
- Monhauba
- Roumiga
- Saint-Faust-de-Bas.

### Voies de communication et transports
La commune est desservie par les routes départementales 230, 346 et 502.

### Risques majeurs
Le territoire de la commune de Saint-Faust est vulnérable à différents aléas naturels : météorologiques (tempête, orage, neige, grand froid, canicule ou sécheresse), mouvements de terrains et séisme (sismicité moyenne). Il est également exposé à un risque technologique,  le transport de matières dangereuses, et à un risque particulier : le risque de radon. Un site publié par le BRGM permet d'évaluer simplement et rapidement les risques d'un bien localisé soit par son adresse soit par le numéro de sa parcelle.

#### Risques naturels
Les mouvements de terrains susceptibles de se produire sur la commune sont des mouvements de sols liés à la présence d'argile et des affaissements et effondrements liés aux cavités souterraines (hors mines). Afin de mieux appréhender le risque d’affaissement de terrain, un inventaire national permet de localiser les éventuelles cavités souterraines sur la commune.

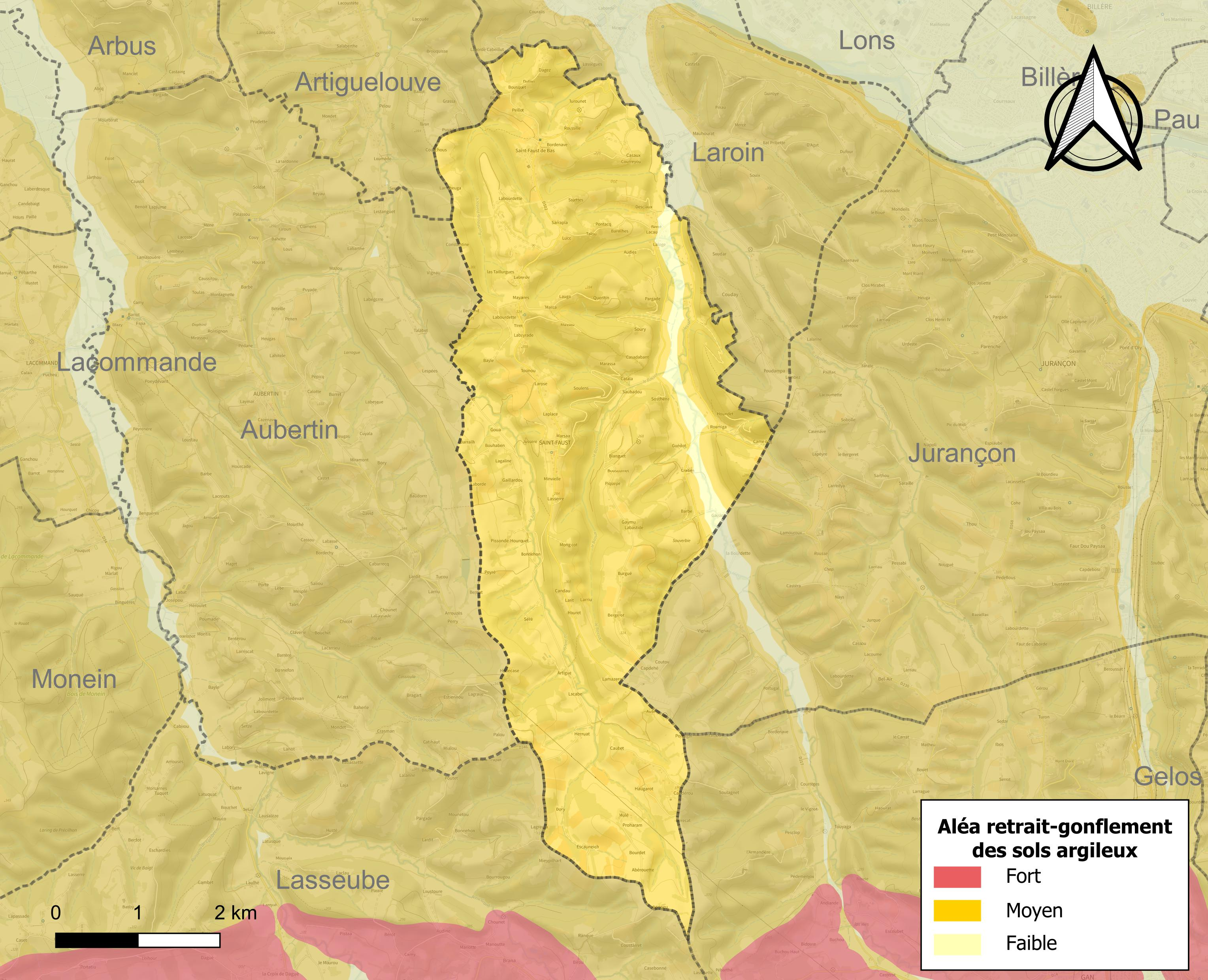
Carte des zones d'aléa retrait-gonflement des sols argileux de Saint-Faust.

Le retrait-gonflement des sols argileux est susceptible d'engendrer des dommages importants aux bâtiments en cas d’alternance de périodes de sécheresse et de pluie. 97,4 % de la superficie communale est en aléa moyen ou fort (59 % au niveau départemental et 48,5 % au niveau national). Depuis le 1er octobre 2020, en application de la loi ELAN, différentes contraintes s'imposent aux vendeurs, maîtres d'ouvrages ou constructeurs de biens situés dans une zone classée en aléa moyen ou fort,.
La commune a été reconnue en état de catastrophe naturelle au titre des dommages causés par les inondations et coulées de boue survenues en 1982, 1983, 1988, 2008, 2009, 2011 et 2018 et par des mouvements de terrain en 2014

#### Risque particulier
Dans plusieurs parties du territoire national, le radon, accumulé dans certains logements ou autres locaux, peut constituer une source significative d’exposition de la population aux rayonnements ionisants. Selon la classification de 2018, la commune de Saint-Faust est classée en zone 2, à savoir zone à potentiel radon faible mais sur lesquelles des facteurs géologiques particuliers peuvent faciliter le transfert du radon vers les bâtiments.

## Toponymie
Le toponyme Saint-Faust est mentionné au XIe siècle, par Pierre de Marca et apparaît sous la forme Sent-Haust (1385, censier de Béarn).
Son nom béarnais est Sent-Haust ou Sén-Haust.
Le toponyme Monhauba apparaît sous les formes Monfabaa (vers 1449, règlement de la Cour Majour), 
Monthauba et Monhaubar (respectivement 1538 et 1540, réformation de Béarn).

## Histoire
Paul Raymond note qu'en 1385, Saint-Faust et son annexe Laroin comptaient 89 feux et dépendaient du bailliage de Pau.
Monhauba est un ancien hameau de Saint-Faust, détruit en 1778 par une inondation du gave de Pau.

## Politique et administration
| Période                                  | Période | Identité           | Étiquette | Qualité |
| ---------------------------------------- | ------- | ------------------ | --------- | ------- |
| 1977                                     | 1977    | Pierre Bonnehon    |           |         |
| 1977                                     | 1995    | Jean-Claude Labat  |           |         |
| 1995                                     | 2001    | Yves Gandon        |           |         |
| 2001                                     | 2008    | Serge Renner       |           |         |
| 2008                                     | 2014    | Jean-Jacques Mauro |           |         |
| 2014                                     | 2020    | Jean Mourlane      |           |         |
| 2020                                     |         | Patrick Rousselet  |           |         |
| Les données manquantes sont à compléter. |         |                    |           |         |

### Intercommunalité
La ville de Saint-Faust fait partie de l'aire d'attraction de Pau et est membre de quatre structures intercommunales :
- la communauté d'agglomération de Pau Béarn Pyrénées ;
- le syndicat d'aménagement du bassin versant de la Juscle et de ses affluents ;
- le syndicat intercommunal d'eau et d'assainissement Gave et Baïse ;
- le syndicat mixte du bassin du gave de Pau.

## Population et société

### Démographie
L'évolution du nombre d'habitants est connue à travers les recensements de la population effectués dans la commune depuis 1793. Pour les communes de moins de 10 000 habitants, une enquête de recensement portant sur toute la population est réalisée tous les cinq ans, les populations de référence des années intermédiaires étant quant à elles estimées par interpolation ou extrapolation. Pour la commune, le premier recensement exhaustif entrant dans le cadre du nouveau dispositif a été réalisé en 2007.

En 2022, la commune comptait 740 habitants, en évolution de −1,6 % par rapport à 2016 (Pyrénées-Atlantiques : +3,78 %, France hors Mayotte : +2,11 %).
| 1793 | 1800 | 1806 | 1821 | 1831 | 1836 | 1841 | 1846 | 1851 |
| ---- | ---- | ---- | ---- | ---- | ---- | ---- | ---- | ---- |
| 764  | 753  | 793  | 803  | 915  | 874  | 855  | 815  | 820  |

| 1856 | 1861 | 1866 | 1872 | 1876 | 1881 | 1886 | 1891 | 1896 |
| ---- | ---- | ---- | ---- | ---- | ---- | ---- | ---- | ---- |
| 792  | 745  | 690  | 701  | 740  | 758  | 763  | 740  | 716  |

| 1901 | 1906 | 1911 | 1921 | 1926 | 1931 | 1936 | 1946 | 1954 |
| ---- | ---- | ---- | ---- | ---- | ---- | ---- | ---- | ---- |
| 701  | 677  | 683  | 568  | 532  | 481  | 471  | 432  | 424  |

| 1962 | 1968 | 1975 | 1982 | 1990 | 1999 | 2006 | 2007 | 2012 |
| ---- | ---- | ---- | ---- | ---- | ---- | ---- | ---- | ---- |
| 458  | 413  | 437  | 554  | 658  | 730  | 751  | 754  | 765  |

| 2017 | 2022 | - | - | - | - | - | - | - |
| ---- | ---- | - | - | - | - | - | - | - |
| 746  | 740  | - | - | - | - | - | - | - |

Saint-Faust fait partie de l'aire d'attraction de Pau.

## Économie
La commune fait partie des zones AOC du vignoble du Jurançon et du Béarn et de celle de l'ossau-iraty.

## Culture locale et patrimoine

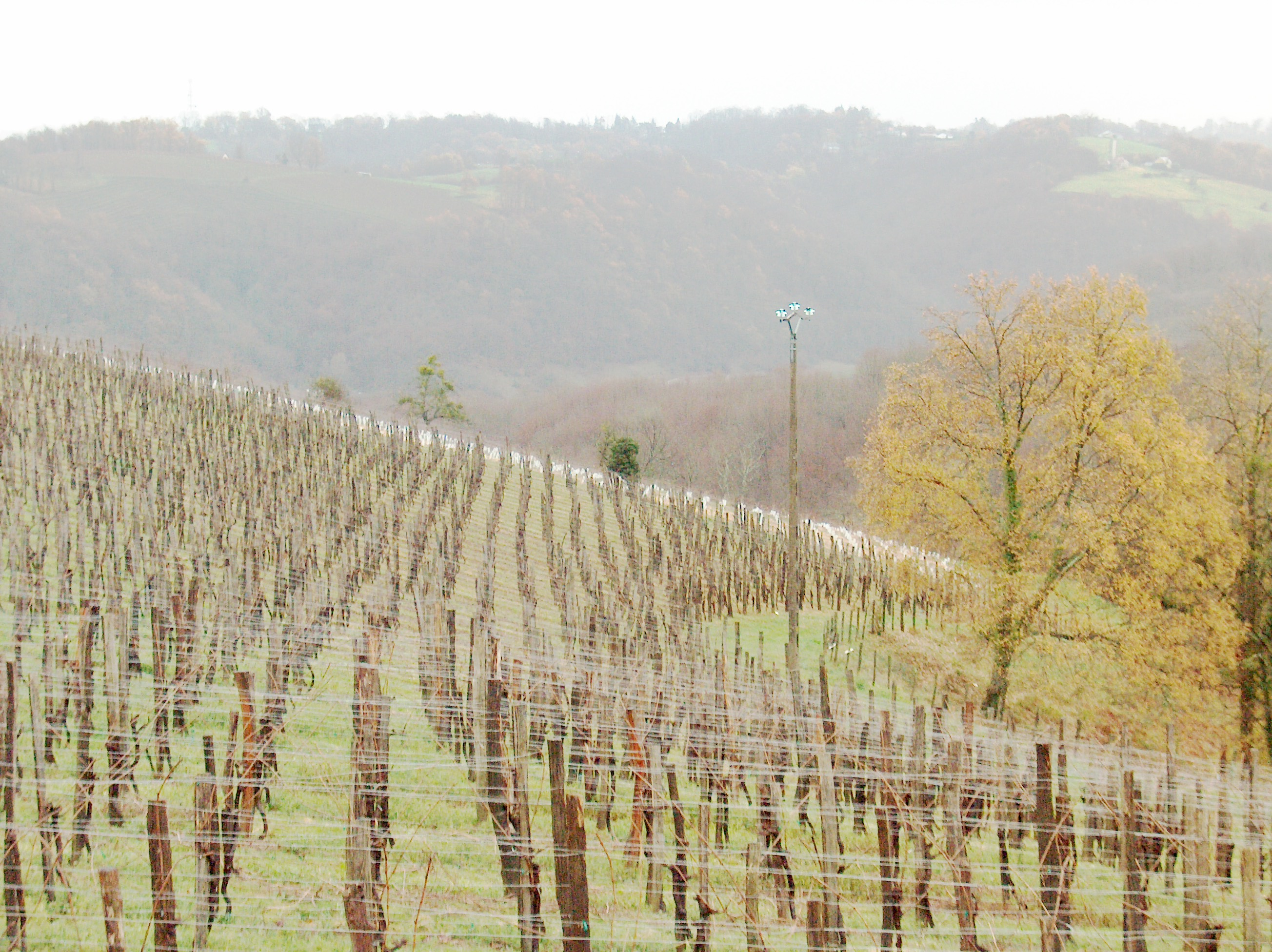
Saint-Faust, vignoble du Jurançon.

La fête communale a lieu à la fin juin.

### Patrimoine civil
La cité des abeilles était un musée vivant ouvert en 1986 par de jeunes apiculteurs. C'était à la fois un musée et un parc de promenade consacrés à l'abeille et à son environnement, avec une collection de quelque 600 pièces liées à l'apiculture. Inclus dans de nombreux circuits touristiques, l'écomusée recevait en moyenne 20 000 visiteurs par an. En 2013, il ferme définitivement à la suite du départ à la retraite de ses fondateurs. Faute de repreneurs béarnais, la collection est vendue aux Ruchers Sainte-Marie à Génos en Haute-Garonne.

### Patrimoine religieux
Longtemps unique église de la paroisse et du village, Saint-Jean-Baptiste de Saint-Faust de Bas, avec son clocher-mur, est antérieure à la Réforme en Béarn (1561). Son retable du XVIIe siècle est classé (ISMH).
Elle restera l'église paroissiale de la commune jusqu'à ce qu'elle soit érigée en Chapelle vicariale en 1877 par le maréchal de Mac-Mahon, alors Président de la République, après la construction en 1868 d'une nouvelle église à Saint-Faust de Haut.

## Équipements
Éducation
La commune dispose d'une école primaire publique accueillant des élèves de la maternelle au CM2.
Activités sportives
La commune est également équipée d'un terrain de football, d'un terrain de tennis et d'un boulodrome. La salle polyvalente située au cœur du village permet d'y pratiquer de nombreuses activités sportives (tennis, pala, judo, cirque, gymnastique, etc.).
Autre
Saint-Faust dispose d'une bibliothèque communale.